# It's My Life (No Doubt)
It's My Life è un brano musicale del gruppo californiano No Doubt, cover dell'omonimo singolo dei Talk Talk del 1984.

## Descrizione
Il brano è stato pubblicato come singolo circa un mese prima della pubblicazione del primo greatest hits del gruppo, The Singles 1992-2003, pubblicato il 25 novembre 2003.
La canzone è stata prodotta dagli stessi No Doubt con Nellee Hooper, registrata da Karl Derfler e missata da Mark "Spike" Stent.
Il brano è stato in nomination ai Grammy Award nella categoria "Best Pop Performance by a Duo or Group with Vocal".

## Video musicale
Il video musicale è stato diretto da David LaChapelle. Esso è ambientato negli anni trenta e vede protagonista Gwen Stefani, ritratta come una vedova nera, il cui look assomiglia a quello dell'attrice Jean Harlow. Gwen interpreta una donna che viene processata e condannata a morte per l'omicidio di tre uomini, interpretati dai tre componenti maschili del gruppo. La prima vittima, interpretata da Tom Dumont, muore avvelenata durante una cena; la seconda (Tony Kanal) viene investita dall'auto della donna; mentre la terza (Adrian Young) viene folgorata dopo che la donna butta il phon nella vasca da bagno in cui l'uomo si stava lavando. Il video si chiude mostrando i tre uomini, presumibilmente dall'oltretomba, che ridono mentre assistono per televisione all'esecuzione della loro assassina nella camera a gas.
Il video si è aggiudicato due premi agli MTV Video Music Awards del 2004, nelle categorie "Best Pop" e "Best Group". Inoltre era in nomination anche nelle categorie "miglior regia", "miglior scenografia" e "miglior sceneggiatura".

## Tracce
1. It's My Life – 3:48
2. Sunday Morning (live) – 4:49
3. Rock Steady (live) – 5:53
4. Bathwater (live) – 4:01

## Classifiche
| Classifica (2003)                     | Massima posizione |
| ------------------------------------- | ----------------- |
| Australia                             | 12                |
| Belgio                                | 11                |
| Germania                              | 9                 |
| Irlanda                               | 6                 |
| Regno Unito                           | 17                |
| Classifica (2004)                     | Massima posizione |
| Australia                             | 7                 |
| Francia                               | 19                |
| Italia                                | 7                 |
| Paesi Bassi                           | 4                 |
| Stati Uniti                           | 10                |
| Stati Uniti (adult contemporary)      | 20                |
| Stati Uniti (alternative)             | 32                |
| Stati Uniti (dance)                   | 16                |
| Stati Uniti (Top 40 Adult Recurrents) | 1                 |
| Svezia                                | 4                 |
| Svizzera                              | 12                |

## Formazione
Gruppo
- Gwen Stefani – voce
- Tony Kanal – basso
- Tom Dumont – chitarre
- Adrian Young – batteria

Altri musicisti
- Gabrial McNair – tastiere